# 21 marzo
Il 21 marzo è l'80º giorno del calendario gregoriano (l'81º negli anni bisestili). Mancano 285 giorni alla fine dell'anno.
È tradizionalmente considerato il primo giorno di primavera nell'emisfero nord, mentre in quello sud inizierebbe l'autunno. Tuttavia l'equinozio astronomico non cade il 21 marzo ormai dal 2007, né riaccadrà fino al 2102. Il primo giorno primaverile è invero il 20 marzo, con sporadici casi datati 19 marzo, a partire dal 2044.
In astrologia è il primo giorno del segno zodiacale dell'Ariete.

## Eventi
- 1413 – Enrico V diventa re d'Inghilterra;
- 1556 – A Oxford l'arcivescovo di Canterbury Thomas Cranmer è messo al rogo quale eretico;
- 1788 – Un devastante incendio distrugge buona parte di New Orleans;
- 1800 – Incoronazione nella Basilica di San Giorgio Maggiore, già sede del conclave, del nuovo papa Pio VII. L'imperatore d'Austria Francesco II, dopo aver chiesto inutilmente al nuovo pontefice la cessione delle Legazioni di Bologna, Ferrara, Imola e Ravenna, aveva vietato contrariato la cerimonia nella Basilica di San Marco.;
- 1804 – In Francia Napoleone Bonaparte promulga il Code civil des Français, primo tentativo di raccogliere l'intero diritto privato vigente in un'unica fonte normativa scritta;
- 1849 – Durante la prima guerra d'indipendenza italiana ha luogo la battaglia della Sforzesca;
- 1871 – Otto von Bismarck diventa cancelliere del Reich;
- 1910 – Viene formalizzata la nascita della Serenissima Gran Loggia d'Italia-Comunione di Piazza del Gesù dalla scissione con il Grande Oriente d'Italia operata dal sovrano Saverio Fera, avvenuta l'8 luglio 1908;
- 1918 – Prima guerra mondiale: inizia l'Offensiva di primavera conosciuta anche come Kaiserschlacht (in italiano "battaglia per l'Imperatore");
- 1919 – Proclamazione della Repubblica Sovietica Ungherese;
- 1933 – Dachau: il primo Campo di concentramento nazista viene completato;
- 1935 – La Persia viene rinominata Iran;
- 1945 – Seconda guerra mondiale: intervento delle truppe inglesi a Mandalay, Burma;
- 1952 – Alan Freed presenta il primo concerto di rock and roll a Cleveland, Ohio;
- 1960 – Apartheid: Massacro di Sharpeville, Sudafrica: la polizia apre il fuoco su un gruppo di dimostranti di colore uccidendone sessantanove e ferendone 180;
- 1963 – Chiude il penitenziario federale USA di Alcatraz situato su un'isola della Baia di San Francisco;
- 1965 – Programma Ranger: la NASA lancia il Ranger 9;
- 1980 – Il presidente statunitense Jimmy Carter annuncia il boicottaggio degli Stati Uniti ai XXII° Giochi olimpici di Mosca in segno di protesta contro l'invasione sovietica in Afghanistan;
- 1990 – La Namibia ottiene l'indipendenza dal Sudafrica dopo settantacinque anni;
- 1998 – L'ex magistrato del pool di Mani Pulite Antonio Di Pietro fonda il partito politico Italia dei Valori;
- 1999 – Bertrand Piccard e Brian Jones diventano i primi circumnavigatori della Terra in pallone aerostatico;
- 2002 – In Pakistan lo sceicco Ahmad Omar Sa'id Shaykh è sospettato assieme ad altre tre persone del rapimento e dell'uccisione di Daniel Pearl, cronista del The Wall Street Journal;
- 2006 – Viene fondato Twitter;
- 2010 – Viene approvata la riforma del sistema sanitario statunitense (Obamacare) ideata da Barack Obama.

## Nati
Ci sono circa 1 240 voci su persone nate il 21 marzo; vedi la pagina Nati il 21 marzo per un elenco descrittivo o la categoria Nati il 21 marzo per un indice alfabetico.

## Morti
Ci sono circa 510 voci su persone morte il 21 marzo; vedi la pagina Morti il 21 marzo per un elenco descrittivo o la categoria Morti il 21 marzo per un indice alfabetico.

## Feste e ricorrenze

### Civili
Internazionali:
- Giornata internazionale delle foreste
- Giornata mondiale della sindrome di Down
- Giornata internazionale per l'eliminazione della discriminazione razziale
- Giornata mondiale della poesia patrocinata dall'UNESCO

Nazionali:
- Australia – Harmony Day
- Italia – Giornata nazionale della memoria e dell'impegno in ricordo delle vittime delle mafie
- Italia – Festa degli alberi
- Italia – Giornata nazionale del polline[2]
- Italia – Giornata Rotariana della salvaguardia ambientale
- Namibia – Giorno dell'indipendenza (1990)

### Religiose
Cristianesimo:
- Sant'Agostino Zhao Rong, sacerdote e martire
- Santa Benedetta Cambiagio Frassinello, religiosa
- San Berillo di Catania, vescovo
- San Donnino di Roma, martire
- Sant'Elia eremita
- Sant'Enda di Aran (Endeus), abate
- San Filemone di Roma, martire
- San Giacomo il Confessore, martire
- San Giovanni di Valence, vescovo
- San Giustiniano di Vercelli, vescovo
- San Lupicino abate
- Santi Martiri alessandrini
- San Nicola di Flüe, patrono della Svizzera
- San Serapione di Thmuis, vescovo
- San Serapione (anacoreta)
- Thomas Cranmer, arcivescovo di Canterbury (Chiesa anglicana)
- Beati Commendatori di Siviglia e Cordova, mercedari
- Beata Lucia da Verona, religiosa
- Beato Matteo Flathers, martire
- Beato Michele Gomez Loza, martire
- Beati Tommaso Pilchard e Guglielmo Pike, martiri

Religione romana antica e moderna:
- Natale di Minerva (Natalis Minervae)

Bahá'í:
- Nawrūz (o Nourouz): Capodanno bahá'í o persiano; viene festeggiato anche come capodanno e primo giorno di primavera in Iran e molti paesi del Vicino Oriente e dell'Asia centrale (un tempo facenti parte della Persia)

Wicca:
- Ostara, festa di primavera